# 川越市立川越西中学校
川越市立川越西中学校（かわごえしりつ かわごえにしちゅうがっこう）は、埼玉県川越市にある公立中学校。

## 沿革
- 1983年 - 開校、校章制定
- 1997年 - さわやか相談室設置
- 1998年 - インターネット回線設置
- 2001年 - 非常災害用備蓄庫設置
- 2002年 - 11月　太陽光発電装置設置
- 2003年 - 6月　文部科学省より理科教育推進モデル事業の推進校として理科大好きスクールの指定を受ける。
- 2004年 - 11月 「理科大好きスクール」の発表

## 校歌
作詞：初年度職員一同、作曲：高橋裕。

## 生徒会・部活動など

### 部活動

#### 運動部
- サッカー部
- 野球部
- 陸上部
- 男子バスケ部
- 女子バスケ部
- 女子テニス部
- 卓球部
- 剣道部

#### 文化部
- 吹奏楽部
- 美術部

### 専門委員会
- 学級代表
- 福祉
- 給食
- 体育
- 放送
- 保健
- 環境
- 図書

## 学区
川越西中学校は川越市北西部の新興住宅地が密集した地域を校区としており、川越市の中でも規模の大きな中学校である。川越市立川越西小学校に隣接しており、生徒は約半数が同校からの進学者で占められる。残りの半数は川越西中学校から徒歩約10分の位置にある川越市立霞ヶ関北小学校からの進学者である。

## 所在地
- 〒350-1176　川越市川鶴一丁目1番地
  - 校舎の裏手は川越市と鶴ヶ島市の市境にあたる。

## 主な出身者
- 片山瑛一（プロサッカー選手）